# Ulica Chłopska w Gdańsku
Ulica Chłopska (niem. Konradshammer) – ulica w Gdańsku, w dzielnicy Przymorze.
Pomiędzy jezdniami na całej długości ulicy biegnie torowisko tramwajowe. Poruszają się po nim tramwaje linii 2, 4, 5, 8. Wzdłuż ulicy kursują również autobusy linii 139, 148, 199, 227, N1, N12 i N13.

## Przebieg
Ulica rozpoczyna się na rondzie przy ul Pomorskiej, przy granicy z Żabianką. Biegnie z północy na południe przez całe Przymorze znajdując koniec na rondzie z ul. Kołobrzeską. Następnie przechodzi w Al. Rzeczypospolitej.
Ulica wchodzi w skład powstałej w l. 70. i 80. XX wieku osi ulicznej dolnego tarasu, która umożliwiła rozwój terenów zurbanizowanych w tej części miasta. Biegnącą wzdłuż tej osi linię tramwajową zaczęto budować w 1974 i oddano do użytku 31 grudnia 1977.
W północnej części ulica przebiega nad Potokiem Oliwskim.

## Ważniejsze obiekty
- Galeria Przymorze
- targowisko, tzw. Zielony Rynek
- Drugi Urząd Skarbowy
- Budynek mieszkalny nr 34 z 1966 (proj. Janusz Morek), składający się z 450 mieszkań jednopokojowych[5]
- III Młyn - położony nad Potokiem Oliwskim, u zbiegu ul. Chłopskiej i Pomorskiej, własność Conradów. W 1608 działała tu kuźnia wodna i folusz, a później młyn zbożowy, czynny do 1945[6]. Pozostałością po młynie III jest staw z upustem i dom ryglowy przy ulicy Chłopskiej 68[7].